# Mezquita Chuí
La mezquita Chui (en portugués: Mesquita Chui) es una mezquita en Chuí, Rio Grande do Sul, Brasil.

## Historia
La construcción de la mezquita comenzó en 2007. Sin embargo, a mitad de camino las obras se vieron paralizadas debido a la crisis económica.

## Arquitectura
La mezquita tiene capacidad para 150 fieles en su sala de oración principal de 520 m2. Se divide en dos plantas donde la planta baja es para clientes masculinos y la planta superior para clientes femeninos. Consta de un minarete y una cúpula con una altura exterior de 19 metros.